# Александровка (Ровненский район)
Алекса́ндровка (укр. Олександрівка) — село в Костопольской городской общине Ровненского района Ровненской области Украины.
До 2020 года входило в Костопольский район.
Население по переписи 2001 года составляло 187 человек. Почтовый индекс — 35020. Телефонный код — 8-03657. Код КОАТУУ — 5623486004.